# 撒母耳記下
《撒母耳记下》或譯 《撒慕爾紀下》，是圣经全书的第10本书，主要记录以色列王国第二位国王大卫执政其间的历史。撒母耳记下原和撒母耳记上合并为一册。
本书的作者信息以及写作背景等信息请参看主条目撒母耳记。

## 主要内容

### 大衛的早期統治
（《撒母耳記下》第1章第1节参-《撒母耳記下》第4章第12节参）掃羅王在基利波山阵亡之後不久，有一名亞瑪力少年從陣中逃出來，前往洗革拉大衛那裏報信。這個少年人企圖奉承大衛，於是撒謊訛稱他曾親手殺死掃羅。這個亞瑪力人不但得不到嘉獎，反而為自己招惹殺身之禍，因他親口作證，聲稱自己殺了“耶和華的受膏者”。（《撒母耳記下》第1章第16节参）大衛作了一首輓歌，名叫“弓歌”，以哀悼掃羅和約拿單。歌詞的高潮以優雅的字句流露出大衛對約拿單的深摯友愛：“我兄約拿單哪，我為你悲傷！我甚喜悦你！你向我發的愛情奇妙非常，過於婦女的愛情。英雄何竟仆倒！戰具何竟滅沒！”
大衛遵從耶和華的指示，與跟隨他的人一起攜眷到猶大的希伯崙去。猶大的衆長老於公元前1050年在該處膏立大衛作他們的王。元帥約押在大衛衆多的支持者中聲名最顯赫。然而，為了與猶大的王權抗衡，元帥押尼珥膏立掃羅的兒子伊施波設為王。這兩個對峙的陣營時有衝突，押尼珥殺了約押的一個弟弟。最後押尼珥轉投大衛手下。他攜同大衛曾下聘迎娶的掃羅女兒米甲一併投歸大衛。後來約押為了報殺弟之仇而找機會把押尼珥殺了。大衛對此深感哀傷，並表明流血的罪與他無關。不久之後，伊施波設在“睡午覺”時遭人刺殺。（《撒母耳記下》第4章第5节参）

### 大衛在耶路撒冷作王
（《撒母耳記下》第5章第1节参-《撒母耳記下》第6章第23节参）大衛在猶大作王七年零六個月，然後受各支派的代表所膏立，正式登基作全以色列的王。這是他第三次受膏（公元前1043年）。大衛正式統治全以色列的最早功績之一是從水溝襲擊耶布斯人，一舉攻陷了堅固的錫安城。大衛於是定都於耶路撒冷。萬軍之耶和華祝福大衛，使他日益强盛。甚至强大的泰爾王希蘭也將香柏木運到大衛那裏，並差遣工匠為他建造宮殿。大衛的家人丁漸多，耶和華使他的國興旺。此外，以色列國先後兩次跟好戰的非利士人交戰。在第一場戰役裏，耶和華幫助大衛於巴力·毗拉心攻破敵人的陣營而得勝。在第二場戰役中，耶和華施行奇迹使“桑樹梢上有腳步的聲音”，以此顯示耶和華在以色列前頭攻打敵人，擊潰非利士的軍隊。（《撒母耳記下》第5章第24节参）耶和華的大軍又一次贏得勝利。
大衛率領3萬人出發，要從巴拉·猶大（基列·耶琳）把上帝的約櫃運到耶路撒冷去。當時鼓樂喧天，人們跳舞作樂，盛載約櫃的車子因牛前蹄失足而傾側，在旁趕車的烏撒就伸手扶住上帝的約櫃。“上帝耶和華向烏撒發怒，因這錯誤擊殺他，他就死在上帝的約櫃旁。”（《撒母耳記下》第6章第7节参）約櫃留在俄别·以東家中三個月，耶和華大大祝福俄别·以東全家。三個月之後，大衛前來以正確的方式運送約櫃。後來以色列人歡呼吹角，載歌載舞地把約櫃迎入大衛的城裏。大衛在耶和華面前踴躍跳舞，但他的妻子米甲卻因此而輕視他。大衛堅稱：“我必在耶和華面前跳舞。”（《撒母耳記下》第6章第21节参）結果，米甲直到去世之日也沒有生養兒女。

### 上帝與大衛立約
（《撒母耳記下》第7章第1节至第29节参）經文接着論及大衛一生最重要的事。事情跟聖經的主題有關係。聖經的主題便是：藉着應許種子的王國使耶和華的名成聖。事情始於大衛渴望為上帝的約櫃建造一座殿宇。他自己既住在香柏木的華美宮室中，便對拿單表示渴望替上帝的約櫃造一座宮殿。耶和華通過拿單向大衛保證祂的慈愛恩典不會離開以色列，並與大衛立了一個永約。然而，為耶和華的名建造殿宇的人不會是大衛而是他的後裔。此外，耶和華作出仁愛的應許：“你的家和你的國必在我面前永遠堅立。你的國位也必堅定，直到永遠。”（《撒母耳記下》第7章第16节参）
大衛因耶和華向他施恩，與他訂立王國的約而衷心感謝上帝的慈愛，説：“世上有何民能比祢的民以色列呢？祢從埃及救贖他們作自己的子民，又在祢贖出來的民面前行大而可畏的事，⋯⋯祢——耶和華也作了他們的上帝。”（《撒母耳記下》第7章第23节至第24节参）他熱切禱告求耶和華的名成聖，並懇求上帝使大衛的家得以在祂面前堅立。

### 大衛擴展以色列的版圖
（《撒母耳記下》第8章第1节参-《撒母耳記下》第10章第19节参）。然而，大衛仍未能安享太平。他仍要多方爭戰。大衛先後出兵討伐非利士人、摩押人、瑣巴人、亞蘭人及以東人，把以色列的版圖擴展至上帝原本給他們定立的國界。後來大衛為了約拿單的緣故渴望向掃羅家餘下的子孫施恩。掃羅的僕人洗巴向他談及約拿單的兒子米非波設，他兩腿都是瘸的。大衛立即吩咐人把屬掃羅的一切家産都歸還米非波設，並且吩咐洗巴和他的僕人為米非波設耕種田地，把出産的收成供養他一家。米非波設自己則常與大衛同席。
後來亞捫王死了，大衛差遣使臣前往慰問王的兒子哈嫩。但哈嫩的謀臣卻非難大衛，指控他試圖差臣僕前來窺探國情，於是把使臣凌辱一番，使他們裸露下身，然後打發他們回去。大衛對這種侮辱十分憤怒，於是差遣約押統率大軍懲處亞捫人。他兵分兩路，一舉便把亞捫人和亞蘭人的援兵擊潰。亞蘭人再度結集大軍與以色列爭戰，結果又敗在大衛所率領的大軍手下，並且損失了700輛戰車，被殺的馬兵有4萬人。這件事再一次證明耶和華喜悦及祝福大衛。

### 大衛得罪了耶和華
（《撒母耳記下》第11章第1节参-《撒母耳記下》第12章第31节参）翌年春天，大衛又派約押領兵攻打亞捫人，圍攻拉巴城，他自己則留在耶路撒冷。一個傍晚，他在王宮的平頂上偶然看見赫人烏利亞的妻子拔示巴正在沐浴。他差人去把拔示巴接到宮裏跟她發生性關係。她後來懷孕。大衛企圖把事情遮掩起來，便將烏利亞從拉巴打發回家休息幾天。可是，烏利亞卻因上帝的約櫃及衆兵士仍“住在棚裏”而不肯取悦自己，所以沒有回家與妻子同寢。大衛無計可施，只好寫一封信交烏利亞帶回給約押，信內寫道：“要派烏利亞前進，到陣勢極險之處，你們便退後，使他被殺。”（《撒母耳記下》第11章第11节参，《撒母耳記下》第11章第15节参）烏利亞終於戰死。拔示巴為亡夫哀哭的日子滿了之後，大衛遂把她接到宮裏，娶了她為妻。後來拔示巴給大衛生了一個兒子。
大衛的這種行徑在现代社会是通姦罪。在耶和華眼中是罪大惡極的。他差遣預言者拿單去見大衛，向他發出審判的訊息。拿單告訴大衛有兩個人，一個是富户，一個是窮人。富户有許多牛群羊群，窮人僅有一隻小母羊羔，全家都寵愛牠，“在他看來如同女兒一樣”。但富人在設宴招待客人時，捨不得宰殺自己的羊，竟然取了窮人僅有的羊羔宴客。大衛聽了之後勃然大怒，説：“我指着永生的耶和華起誓，行這事的人該死！”拿單回答説：“你就是那人！”（《撒母耳記下》第12章第3节参，《撒母耳記下》第12章第5节参，《撒母耳記下》第12章第7节参）他隨即向大衛發出預言性的判決，指出大衛的妃嬪必在日光之下與别人同寢，刀劍爭鬥必不離他的家，他跟拔示巴所生的孩子必定夭折。
大衛表現衷心的憂傷和悔改，他公開承認：“我得罪耶和華了！”（《撒母耳記下》第12章第13节参）正如耶和華所説，他犯姦淫所生的兒子染了重病，七天之後便死去。（後來大衛與拔示巴再生了一個兒子，名叫所羅門，這名字來自一個字根，意思是“安寧”。後來耶和華差拿單替他取名為耶底底亞，意思是“耶和華所愛的”。）經過這個慘痛教訓之後，大衛應約押所請前赴拉巴，因這城已快將攻破。約押奪得了城的水源之後，遂讓大衛以君王的身分攻佔該城。

### 大衛的連場家變
（《撒母耳記下》第13章第1节参-《撒母耳記下》第18章第33节参）大衛的兒子暗嫩暗戀他的同父異母兄弟押沙龍的妹妹她瑪，此後大衛的連場家變就開始了。暗嫩詐病，求父派她瑪服侍他。他强奸了妹妹之後卻變得非常憎恨她，然後以羞辱的方式遣她回去。押沙龍遂盤算為妹報仇。大約兩年之後，他設宴款待暗嫩及王的衆子。正當暗嫩開懷暢飲的時候，押沙龍下令把暗嫩殺了。
押沙龍恐怕招惹王怒，於是逃到基述，在那裏過了三年的半流亡生活。與此同時，洗魯雅的兒子約押設計，使大衛跟押沙龍言歸於好。他安排提哥亞的一個聰明婦人在王面前虚構一個故事，藉此向王談及復仇、放逐和懲罰。在王作出判決時，她才向王説出實情，並指出王的兒子押沙龍正在基述流亡。大衛知道必定是約押所出的主意，於是允准兒子返回耶路撒冷。再過了兩年之後，王才答應與押沙龍見面。
不久之後押沙龍開始暗謀推翻父親的王位。押沙龍極為英俊，在以色列的勇士中無人能及，因此他自命不凡，野心勃勃。他的頭髮十分濃密，到每年剪髮的時候，所剪下來的頭髮差不多重達2-3千克。（《撒母耳記下》第14章第26节参，《新世》腳注）押沙龍開始運用各種手段竊取以色列人的心。後來陰謀終於顯露。在獲得父親允准之後，押沙龍前往希伯崙，在那裏他表明自己的反叛意圖，籲請所有以色列人支持他起來背叛大衛。由於支持兒子叛逆的勢力甚大，大衛與少數忠貞的支持者一起逃離耶路撒冷。其中一個典型人物是迦特人以太，他説：“我指着永生的耶和華起誓，又敢在王面前起誓：無論生死，王在哪裏，僕人也必在那裏。”（《撒母耳記下》第15章第21节参）
大衛在逃離耶路撒冷的途中聽聞他最信任的謀士之一亞希多弗也背叛他。他禱告説：“耶和華啊，求祢使亞希多弗的計謀變為愚拙！”（《撒母耳記下》第15章第31节参）大衛將忠貞的祭司撒督、亞比亞他及亞基人戶篩遣返耶路撒冷以便觀察押沙龍的一舉一動，然後報信給他。大衛在曠野遇見米非波設的僕人洗巴，他報稱他的主人期待以色列人把國交還給掃羅家。大衛繼續上路時遇見掃羅的族人示每，他一面咒罵大衛，一面拿石頭擲他，但大衛卻阻止僕人施行報復。
篡位的押沙龍回到耶路撒冷，他聽從亞希多弗的建議，在以色列衆人眼前與他父親的妃嬪發生關係。這樣拿單所作的預言性的判決遂獲得應驗。亞希多弗也勸押沙龍率領12000兵士前往曠野追捕大衛。然而，已贏得押沙龍信任的户篩卻獻出别策。正如大衛禱告所祈求的一樣，亞希多弗所獻的計謀未受採納。與後來的猶大如出一轍，受挫的亞希多弗回家之後便自縊而死。户篩暗中把押沙龍的惡謀告訴撒督和亞比亞他，他們則把消息輾轉通知在曠野的大衛。
這使大衛把握機會過了約旦河，並且選定了瑪哈念的一個密林作戰場。他在該處部署軍隊，並且吩咐兵士們要寬待押沙龍。叛軍兵敗如山倒。押沙龍騎着騾子穿越密林逃跑。當他騎經一棵大樹的密枝底下時，他的頭髮被樹枝纏住，就把他懸掛起來吊在空中。約押發現他無力自衛，就違抗王命把他殺了。大衛驚聞噩耗，對兒子的死亡傷痛欲絶，説：“我兒押沙龍啊！我兒，我兒押沙龍啊！我恨不得替你死。押沙龍啊，我兒！我兒！”（《撒母耳記下》第18章第33节参）

### 大衛統治的最後階段
（《撒母耳記下》第19章第1节参-《撒母耳記下》第24章第25节参）大衛繼續哭泣悲哀，但終於聽從約押的勸諫恢復臨朝聽政。此後，他立亞瑪撒作元帥以替代約押。大衛重返京城時受到百姓，包括示每的歡迎。大衛饒了示每一命，米非波設也來向大衛辯白而獲准與洗巴均分土地。在大衛的領導下，以色列和猶大再度團結一致。
可是，難題仍接踵而來。一個名叫示巴的便雅憫人自立為王，引誘許多人離棄大衛。亞瑪撒奉大衛之命率兵平亂，在途中遇見約押，被約押施詭計殺害了。約押於是接管軍隊，帶兵追趕示巴到伯·瑪迦的城市亞比拉，把城重重圍困。一個聰明的婦人勸服了城裏的居民把示巴殺了，約押於是鳴金收兵。當時以色列遭遇饑荒，一連三年，原因是掃羅殺死基遍人的流血罪還未除去。為了消除罪債，他們於是把掃羅家的七個子孫殺了。後來，以色列再度與非利士人交戰，大衛得到姪兒亞比篩的援助才得以脱險。將士們向大衛起誓，請他以後不可再與他們一同出戰，“恐怕熄滅以色列的燈”。（《撒母耳記下》第21章第17节参）後來他手下有三個壯士英勇地消滅了非利士的幾個巨人。
至此，執筆者轉而記載一首由大衛所作讚頌耶和華的詩歌，內容與詩篇第18篇十分相近。詩歌感謝上帝救他“脱離一切仇敵和掃羅之手”。大衛歡樂地説：“耶和華是我的岩石，我的山寨，我的救主。耶和華賜極大的救恩給祂所立的王，施慈愛給祂的受膏者，就是給大衛和他的後裔，直到永遠！”（《撒母耳記下》第22章第1节至第2节参，《撒母耳記下》第22章第51节参）接着是大衛所作的最後一首歌，他在其中承認説：“耶和華的靈藉着我説：祂的話在我口中。”（《撒母耳記下》第23章第2节参）
然後經文再轉到歷史記錄之上，我們讀到經文列出大衛手下勇士的名字，其中有三位特别出衆。事情涉及有一次非利士人佔據了大衛的家鄉伯利恆，在那裏設了哨站。大衛表示他的心願説：“甚願有人將伯利恆城門旁、井裏的水打來給我喝。”（《撒母耳記下》第23章第15节参）大衛的三個勇士於是闖過非利士人的營地，從井裏打水回來給大衛喝。但大衛卻不肯把水喝下。相反他將水倒在地上，説：“耶和華啊，這三個人冒死去打水；這水好像他們的血一般，我斷不敢喝。”（《撒母耳記下》第23章第17节参）他把水視作他們冒死而流的生命之血一般。經文接着列出他手下最勇猛的30個勇士及他們的功績。
最後，大衛由於擅數人民而犯罪。他懇求上帝憐憫，上帝讓他在三樣災中任擇其一：七年饑荒、被敵人追趕三個月或國中有三日的瘟疫。大衛回答説：“我願落在耶和華的手裏，因為祂有豐盛的憐憫。我不願落在人的手裏。”（《撒母耳記下》第24章第14节参）於是全國發生瘟疫，死了7萬人，直到大衛聽從耶和華通過迦得所發出的訓示，買了亞勞拿的禾場，在那裏獻上燔燒祭和交誼祭，這樣瘟疫才止住了。

## 本卷人物
大卫：以色列的第二个王，登基时三十岁，在位四十年。其中在希伯崙作犹大家的王七年六个月，在耶路撒冷作以色列和犹大王三十三年。
亚玛力寄居者的儿子：杀死扫罗后向大卫报信，后被大卫下令杀死。
耶斯列人亚希暖：大卫的妻子。
做过迦密人拿八妻子的亚比该：大卫的妻子。
犹大人：膏大卫作王。
伊施波设：扫罗的儿子，四十岁时被押尼珥立为王，管理基列、亚书利、耶斯列、便雅悯、以法莲、以色列众人，作王两年。被利甲和巴拿杀死。首级葬在希伯仑押尼珥的坟墓里。
尼珥的儿子押尼珥：扫罗的元帅，立伊施波设为王，继续与大卫争战。后投诚大卫，但被约押杀死。葬在希伯崙。
伊施波设的仆人：与押尼珥共同与大卫家争战。
约押：洗鲁雅的儿子，大卫家的勇士、元帅。与弟弟亚比筛一同领军迎击亚扪人和亚兰人。押沙龙叛乱时，元帅一职由亚玛撒取代。在大卫被押沙龙追击的战斗中，负责率领大卫的三分之一部众。迎击押沙龙时，不理大卫王要顾惜押沙龙的命令，见机将其杀死在以法莲的树林。示巴叛乱时，跟随亚比筛前往平乱，在基遍的大石头那里杀死了亚玛撒。之后约押重新统管以色列全军。
大卫的仆人：与约押共同迎击押尼珥。
亚比筛：洗鲁雅的儿子。大卫家的将军。大卫三勇士的领袖。与约押一同领军迎击亚扪人和亚兰人。跟随大卫逃离耶路撒冷。便雅悯人示每侮辱大卫时想出手，被大卫阻止。在大卫被押沙龙追击的战斗中，负责率领大卫的三分之一部众。押沙龙死后，示每迎接大卫时，建议大卫杀死示每，但大卫没有采纳。示巴叛乱时，受大卫王之命，率领约押的部众，以及基利提人、比利提人，及所有的勇士一起去追赶示巴。
亚撒黑：洗鲁雅的儿子。追击押尼珥时被其刺死。葬在伯利恒他父亲的坟墓里。
暗嫩：大卫长子，亚希暖所生。奸污了押沙龙的胞妹后，被押沙龍复仇杀死。
基利押：大卫次子，亚比该所生。
押沙龙：大卫三子，基述王达买的女儿玛迦所生。有三个儿子和一个女儿。杀害暗嫩以报奸污胞妹之仇后逃往基述，后来大卫把他召回到耶路撒冷。他到希伯崙谋反得逞，短暂占据耶路撒冷，但在追击大卫时，被约押和其侍从杀死。
她玛：押沙龙的胞妹，被暗嫩奸污后抛弃。
她玛（后一位）：押沙龙的女儿。
基述王亚米忽的儿子达买：押沙龙和她玛母亲的娘家。押沙龙杀死暗嫩后逃往该处三年。
亚多尼雅：大卫四子，哈及所生。
示法提雅：大卫五子，亚比她所生。
以特念：大卫六子，以格拉所生。
大卫在耶路撒冷所生的儿子：沙母亚、朔罢、拿单、所罗门、益辖、以利书亚、尼斐、雅非亚、以利沙玛、以利雅大、以利法列。
约拿达：大卫长兄示米亚的儿子。为人极其狡猾，献计给欲与她玛同寝的暗嫩。
利斯巴：扫罗的妃子，爱亚的女儿。与押尼珥同寝。
米甲：扫罗原许给大卫作妻子，后反悔，给了拉亿的儿子帕铁。大卫作王之后，又要求投效他的押尼珥从伊施波设那里带来。由于轻视大卫跳舞敬拜耶和华，一生无子女。
巴拿、利甲：伊施波设的军官，比录人临门的两个儿子。刺死伊施波设，携首级前往大卫处邀功，但因不义被处死，挂在希伯崙的池旁。
比录人：是先前逃到基他音，在该地寄居的。也算属便雅悯支派。
约拿单：扫罗的儿子，与大卫是亲爱的好友。有儿子米非波设。
米非波设：约拿单的儿子，两腿都是瘸的。父亲和扫罗死时五岁。大卫因约拿单的缘故，把他叫到耶路撒冷来，把扫罗的一切田地都归还给米非波设，并与他同席吃饭。押沙龙夺位后，大卫让米非波设留在耶路撒冷。押沙龙之乱时，由于瘸腿无法跟上大卫，被仆人洗巴在大卫面前诬陷为背叛者，于是产业都归给洗巴。后来参与迎接大卫回宫，平反了此事。大卫提出说他可以和洗巴平分土地，但米非波设只感激大卫的恩情，即使土地全部由洗巴拿去也没关系。
扫罗的儿子亚摩尼和米非波设：母亲是爱亚的女儿利斯巴。是被交给基遍人悬挂的七人之二。
爱亚的女儿利斯巴：儿子被悬挂在基比亚时，搭棚守护尸体。
扫罗的女儿米拉：与亚得列所生的五个儿子都被交给基遍人悬挂了。
耶布斯人：原居住在耶路撒冷的一个堡垒（锡安的保障）。
泰爾王希兰
非利士人：攻打大卫
亚比拿达的两个儿子乌撒和亚希约：负责运送神的约柜。乌撒由于错误伸手扶约柜，被耶和华击杀。
先知拿单：得到神的默示，说耶和华必不离开接续大卫王位的后裔，坚立以色列的国直到永远，并在耶路撒冷建立固定的殿。大卫害死乌利亚后，拿单又得到耶和华默示，设喻斥责大卫，并预告对大卫的惩罚。
琐巴王利合的儿子哈大底谢：起兵大河，欲夺回国权，被大卫击败。后又帮助亚扪人，差遣将军朔法率军支援，又再被击败。
大马士革的亚兰人：起兵帮助琐巴王哈大底谢，也被大卫击败。
哈马王陀以：听说大卫击败哈大底谢，派儿子约兰向大卫问安。
约兰：哈马王陀以的儿子。
摩押人：京城被大卫攻破，归服大卫。
以东人：归服大卫，大卫在以东全地设立防营。
亚兰人、摩押人、亚扪人、非利士人、亚玛力人：都被大卫攻破。
亚希律的儿子约沙法：大卫的史官。
亚希突的儿子撒督：大卫的祭司长。押沙龙夺位时跟随大卫，大卫让他回到耶路撒冷。
亚希玛斯：撒督的儿子。也回到耶路撒冷。接到户筛关于押沙龙要追击大卫的消息和相关计谋后，通报给大卫。约押杀死押沙龙后，也是通报信息给大卫的二人之一。约押本不希望他去报信，只派了古实人去，但亚希玛斯坚持去报信了。
亚希米勒的父亲亚比亚他：示每之乱结束后，做祭司。
亚比亚他的儿子亚希米勒：大卫的祭司长。
亚比亚他的儿子约拿单：随大卫王逃出耶路撒冷后，随父亲亚比亚他受王命回到耶路撒冷。随亚希玛斯一起，负责给大卫通报押沙龙出兵追击的消息和相关计谋。
西莱雅：大卫的书记（押沙龙叛乱前）。
示法：大卫的书记（大卫回宫、示巴乱平后）。
耶何耶大的儿子比拿雅：来自甲薛的勇士。统辖基利提人和比利提人。曾在雪天杀死狮子；又曾持棍棒杀死持枪的埃及壮汉。名望高于大卫三十勇士、低于三勇士。
基利提人、比利提人：从迦特跟随大卫王来的六百人。由比拿雅统辖。
米迦：米非波设的小儿子
洗巴：扫罗家的一个仆人。他有十五个儿子和二十个仆人。在橄榄山后遇见逃亡中的大卫，接济了他，并欺骗大卫说米非波设已经背叛。大卫因此把米非波设的产业都给了他。
哈嫩：亚扪人的王拿辖的儿子，接续做王。拿辖曾经厚待大卫。
大卫的臣仆：被大卫差遣前往哈嫩那里，为其丧父安慰他；反被认为是探子，被割去胡须的一半，和下半截的衣服。
伯利合的亚兰人和琐巴的亚兰人：亚扪人招募这两处的军队迎击大卫。
亚扪人：在城门前摆阵，后败逃。
琐巴与利合的亚兰人、玛迦王的人、陀伯人：帮助亚扪人，在郊野摆阵。败逃。
哈大底谢的将军朔法：率领大河另一边的亚兰人，再次迎击大卫，战败、被杀。
属哈大底谢的诸王：在亚扪人失败后也归服大卫。
拔示巴：以连的女儿，赫人乌利亚的妻。大卫贪图其美色，与她同房，使其怀孕。丈夫乌利亚被大卫设计借亚扪军队之手害死后，过了哀哭的日子，便做了大卫的妻子，被接到宫中，生了一个儿子，但第七天死亡。后又生所罗门。
赫人乌利亚：在约押所率领的军中。大卫在与拔示巴通奸后，差人命约押召回乌利亚，希望乌利亚与妻同房，以掩盖罪行，但乌利亚遵守军人的规定，并未回家；后大卫又命他携带大卫给约押的书信，内容是要求约押故意使乌利亚前进到阵势险要之处，使他被杀死。在大卫只为押沙龙哭号时，劝其更应去安慰将帅、臣仆。
耶路比设（耶路巴力）儿子亚比米勒：士师记第九章中所记载，是在提备斯城被一名妇人从城上抛下一块上磨石杀死。
所罗门：大卫与拔示巴的儿子。又称耶底底亚，因耶和华喜爱他。
提哥亚妇人：约押请这位聪明的妇人来，托她在大卫面前说故事，使大卫召回押沙龙。
亚希多弗：基罗人，大卫的谋士，背叛大卫跟从押沙龙。献计给押沙龙亲近大卫的妃嫔。又献上追击大卫的计谋，被户筛破坏了，并因此自杀而死了，葬在其父亲的坟墓里。
迦特人以太：跟随大卫不久，但押沙龙叛变时选择和大卫一起逃走。在大卫被追击的战斗中，负责率领大卫的三分之一部众。
亚基人户筛：大卫在橄榄山上遇到的故人。被大卫派往耶路撒冷当间谍。否定了亚希多弗尽快追击大卫的计谋，提出大卫和其手下都难以对付，应召集所有以色列人来，由押沙龙亲自率领他们追击大卫。此计获得押沙龙和众长老的肯定，但实际上为大卫争取了时间。户筛随即把消息转达给撒督和亚比亚他两位祭司。
示每：扫罗族基拉的儿子，在巴户琳出言咒骂大卫，又对大卫扔石子、扬灰。但大卫仍容忍之。后来参与迎接大卫王，被大卫当面饶恕。
以色列众长老：押沙龙谋反后，（非法）膏立了他。押沙龙失败后，虽在犹大人之前提出请大卫回耶路撒冷，但在迎接大卫时落在犹大人之后，因此嫉妒犹大的人。
犹大人：押沙龙死后，并没有尽快请大卫回宫，落在以色列众人之后。大卫安慰他们，仍视他们为骨肉，挽回他们的心。于是犹大人积极到吉甲迎接大卫王。
婢女：在耶路撒冷城外的隐．罗结把户筛的话传给亚比亚他的儿子约拿单和撒督的儿子亚希玛斯。
押沙龙的童仆：在隐．罗结看见了婢女对约拿单和亚希玛斯传话。
押沙龙的仆人：寻索报信的约拿单和亚希玛斯，但被巴户琳的妇人欺骗过河，无功而返。
巴户琳的妇人：让约拿单和亚希玛斯躲藏在家中的井里，并对来调查的押沙龙的仆人诈言说二人已经过河。
亚玛撒：以实玛利人以特拉的儿子。押沙龙所立的元帅，取代约押。押沙龙死后大卫仍以他为元帅。示巴背叛时，大卫命亚玛撒在三天内去召集犹大人，但是过了时限，意味着他也已经背叛。
以特拉：亚玛撒的父亲。曾与拿辖的女儿亚比该亲近。
拿辖的女儿亚比该：与洗鲁雅是姊妹。
朔比：亚扪族的拉巴人拿辖的儿子。在玛哈念接济大卫。
玛吉：罗·底巴人亚米利的儿子。在玛哈念接济大卫。
巴西莱：基列人，来自罗基琳。是大富翁。在玛哈念接济大卫时八十岁。大卫提出可以在耶路撒冷奉养他，但他只希望在本城，改为派他的仆人金罕做大卫的仆人。大卫亲吻祝福了巴西莱。
米何拉人巴西莱：扫罗女儿米拉的丈夫。
古实人：约押杀死押沙龙后，通报信息给大卫的二人之一。
示巴：便雅悯人比基利的儿子，是个无赖。在大卫回宫后，起来背叛。嫉妒犹大人的以色列众人跟随了他。
亚多兰：大卫回宫、示巴乱平后，负责管理劳役的人。
睚珥人以拉：示巴之乱结束后，与撒督、亚比亚他同作祭司。
基遍人：亚摩利人中所剩下的人；曾遭扫罗杀伐。三年饥荒时期，大卫求问耶和华后召基遍人来，基遍人提出让害过他们的以色列人的子孙七人交给他们悬挂在基比亚。
以实·比诺：非利士巨人族的后裔，欲杀大卫，被亚比筛杀死了。
撒弗：巨人族后裔，在歌伯被户沙人西比该杀死。
户沙人西比该：大卫部众之一。杀死巨人族的后裔撒弗。
迦特人歌利亚：巨人族后裔，在歌伯被雅雷的儿子伊勒哈难杀死。
伊勒哈难：伯利恒人雅雷的儿子。大卫的部众之一，杀死迦特人歌利亚。
迦特的六指人：双手双脚各有六根手指、脚趾，是巨人族后裔。在迦特被示米亚的儿子约拿单杀死。
示米亚的儿子约拿单：在迦特杀死六指人。
哈革摩尼人约设·巴设：大卫三勇士之首，又名伊斯尼人亚底挪，曾一次杀八百人。三勇士就是曾在大卫思乡时冒险往伯利恒给大卫打水者。
亚何亚人朵多的儿子以利亚撒：三勇士之一。战斗中曾经手粘住刀把。
哈拉人亚基的儿子沙玛：三勇士之一。独守红豆田。
大卫三十勇士：其实是三十七人。包括：约押的兄弟亚撒黑、伯利恒人朵多的儿子伊勒哈难、哈律人沙玛、哈律人以利加、帕勒提人希利斯、提哥亚人益吉的儿子以拉、亚拿突人亚比以谢、户沙人米本乃、亚何亚人撒们、尼陀法人玛哈莱、尼陀法人巴拿的儿子希立、便雅悯族基比亚人利拜的儿子以太、比拉顿人比拿雅、迦实溪人希太、亚拉巴人亚比·亚本，巴鲁米人押斯玛弗、沙本人以利雅哈巴、雅善儿子中的约拿单、哈拉人沙玛、哈拉人沙拉的儿子亚希暗、玛迦人亚哈拜的儿子以利法列、希罗人亚希多弗的儿子以连、迦密人希斯莱、亚巴人帕莱、琐巴人拿单的儿子以甲、迦得人巴尼、亚扪人洗勒、比录人拿哈莱（给约押拿兵器）、以帖人以拉、以帖人迦立、赫人乌利亚。
迦得：大卫的先知。大卫数点人数后，耶和华的话临到他，让他告诉大卫选择三种灾祸的其中一种。后来耶和华降瘟疫之灾，百姓中死了七万人后准备要毁灭耶路撒冷时改变心意，止住了灾难。迦得因此劝大卫在耶布斯人亚劳拿的禾场为耶和华立一座坛，献燔祭和平安祭。
耶和华的使者：在耶和华在大卫数点人数后降灾时，负责在耶布斯人亚劳拿的禾场准备施行毁灭，但后来耶和华止住了。
耶布斯人亚劳拿：大卫在他的禾场立坛时，向王提供所有牛和器具，但大卫坚持按价钱购买。

## 本書卷的地名
洗革拉：大卫居住地。
犹大：大卫所属支派。
希伯仑：大卫作犹大家王的地方。后来押沙龙也在此处起兵造反。
希伯仑的池旁：巴拿、利甲被悬处。
希伯仑押尼珥的坟墓：伊施波设的首级也葬于该处。
玛哈念：在河的另一边（可能是指约旦河东，或雅博河北 （页面存档备份，存于）），押尼珥立伊施·波设为王的地方。
希利甲·哈素林：意思是刀剑之地。在基遍池边的一块平地。伊施·波设家的便雅悯人与大卫家的仆人打斗的地方。
亚玛山：在通往基遍旷野的路旁、基亚的对面。在该处约押立誓不再追赶以色列人（二27）
亚拉巴、过约旦河、毕伦、玛哈念：押尼珥从亚玛山退回的路线。
亚拉巴：利甲和巴拿杀死伊施·波设后携其首级经该处逃跑。
巴户琳：帕铁哭送妻子米甲处。
西拉井：约押在此处追回押尼珥，把他叫回希伯仑私下交谈中杀死。
耶路撒冷：大卫做以色列和犹大家王的地方。
锡安的保障：在耶路撒冷的一个堡垒，耶布斯人原住在那里，非常坚固。大卫攻取此地后起名作大卫城。扩建筑墙至米罗范围。
米罗：在锡安的保障附近。
推罗：又譯泰爾，位於地中海東部沿岸。
利乏音谷：非利士人准备攻打大卫时盘踞之地。
巴力毗拉心：意思是「衝破的主」。大卫在此处大败非利士人。
从迦巴直到基色：大卫进击非利士人所经过之城。
巴拉犹大，冈上亚比拿达的家：存放神的约柜的地方。
拿艮的禾场，又叫毗列斯乌撒：意思是乌撒的惩罚。乌撒由于伸手扶住约柜的错误在该处被耶和华击杀。
迦特人俄别以东的家：由于乌撒的死，约柜改送往此处。
大河（约旦河？）：琐巴王哈大底谢出兵攻打大卫时的前线。
大马士革的亚兰地：大卫打败亚兰人后设立防营。
属哈大底谢的比他和比罗他城：大卫击败哈大底谢后在此处夺取了铜。
盐谷：大卫军队在此处击杀亚兰军
以东：以东人归服大卫，大卫在其全地设防营。
罗底巴亚米利的儿子玛吉家：米非波设搬到耶路撒冷前的住处。
耶利哥：大卫的使者被亚扪人割须侮辱后，在此处修养直到胡须长出。
希兰：哈大底谢为支援亚扪人，调派军队到此处，并命将军朔法率领。
拉巴：亚扪的京城，被约押的军队围攻。乌利亚死在城下。
巴力夏琐：靠近以法莲。押沙龙在该处杀死暗嫩。
基述：押沙龙杀死暗嫩后逃往该处躲避三年。
提哥亚：约押在此处请来了聪明的妇人。
伯墨哈→汲沦溪→橄榄山顶→巴户琳：押沙龙谋反，大卫逃出耶路撒冷的路线 （页面存档备份，存于）。
巴户琳：大卫逃出耶路撒冷，经过橄榄山顶之后所到达的地方。在这里遇见辱骂他的便雅悯人示每。该地的一户人家曾帮助大卫报信的约拿单和亚希玛斯躲过押沙龙仆人的搜查。
隐．罗结：负责报信的约拿单和亚希玛斯不敢进耶路撒冷，只能在该处停留。
玛哈念：大卫接获押沙龙出兵攻击的消息后，过约旦河后首先到达的地方。朔比、玛吉、巴西莱在该处迎接大卫。
基列地：押沙龙和以色列人追击大卫，过了约旦河后在此处安营。
以法莲的树林：押沙龙率领的部队与大卫部众的战场。押沙龙的很多军兵被树林“吞噬”，比被刀剑吞噬的更多。押沙龙本人也被橡树夹住而动弹不得，被约押杀死。
王谷的押沙龙碑：押沙龙说“我没有儿子为我留名”后，以自己名字命名的柱子。一语成谶。
基遍的大石头：示巴叛乱时，约押在该处杀死叛将亚玛撒。
伯·玛迦的亚比拉：示巴叛乱时在各处精选以色列各支派的人，也到了此处。约押的部众在此处围城。城中一名智慧的妇人与约押交涉，约定只要交出示巴的首级便解围，又用智慧劝城中百姓割下示巴的首级，至此示巴之乱告平。
基比亚：耶和华拣选扫罗的地方。
洗拉：在便雅悯，扫罗父亲基士的坟墓在此。大卫把扫罗和其子约拿单的骸骨，及被悬挂的七人的骸骨，都搬到基士的坟墓里。
歌伯：大卫部众与非利士人的战场。
迦特：非利士人的城。有巨人族。
伯利恒：大卫的故乡。一次在与非利士人的对峙中，非利士人的驻军正是在伯利恒、大卫思念自己的故乡，说出“但愿有人从伯利恒城门旁的井里打水来给我喝”的思念之辞，他的三勇士就遵命，闯过非利士的军营取得井水。大卫感激他们，将水浇在耶和华面前，说“这不是他们的血吗？”
迦得谷中、城的右边亚罗珥：约押奉大卫之命数点人口，先在此处安营。在雅谢对面。
亚罗珥→基列→他停·合示→但·雅安→西顿→推罗堡垒→希未人和迦南人各城→犹大尼革夫的别是巴→耶路撒冷：约押奉大卫之命数点以色列人和犹大人的路线。
耶布斯人亚劳拿的禾场：迦得劝大卫在此为耶和华立一座坛，记念耶和华止住惩罚的恩典。（此地后来成为圣殿的所在地）

## 事件概览
大卫为扫罗作哀歌（亦载于《雅煞珥书》，已佚）（一）
便雅悯以色列人与犹大家相争（二）
押尼珥投效大卫，被约押杀死（三）
巴拿、以利杀伊施·波设，被大卫处死（四）
大卫被膏立（五）、拿单的建殿默示、大卫的祷告（七）
大卫与周边势力争战（八-十二）
押沙龙夺位、攻击大卫；大卫恢复王位（十五-二十）
大卫为耶和华作凯歌（二十二；同诗十八）、大卫的遗言（二十三）

## 閱讀聖經
- 撒母耳記下
- 撒母耳记下 （页面存档备份，存于）

## 外部連結
- 基督教文藝出版社藏書 （页面存档备份，存于）香港浸會大學圖書館 華人基督教文獻保存計劃
- 思高聖經學會藏書 （页面存档备份，存于）香港浸會大學圖書館 華人基督教文獻保存計劃

## 参看
- 撒母耳记上
- 大卫
- 押沙龙
- 米甲
- 撒母耳记
- 约押
- 扫罗王
- 以色列王国